# Ejido de Cazahuatal
Ejido de Cazahuatal är en ort i Mexiko.   Den ligger i kommunen Jiutepec och delstaten Morelos, i den sydöstra delen av landet, 60 km söder om huvudstaden Mexico City. Ejido de Cazahuatal ligger 1 360 meter över havet och antalet invånare är 662.
Terrängen runt Ejido de Cazahuatal är kuperad, och sluttar söderut. Runt Ejido de Cazahuatal är det mycket tätbefolkat, med 3 134 invånare per kvadratkilometer. Närmaste större samhälle är Cuernavaca, 9,3 km nordväst om Ejido de Cazahuatal. Omgivningarna runt Ejido de Cazahuatal är en mosaik av jordbruksmark och naturlig växtlighet.